# Vincent d'Indy

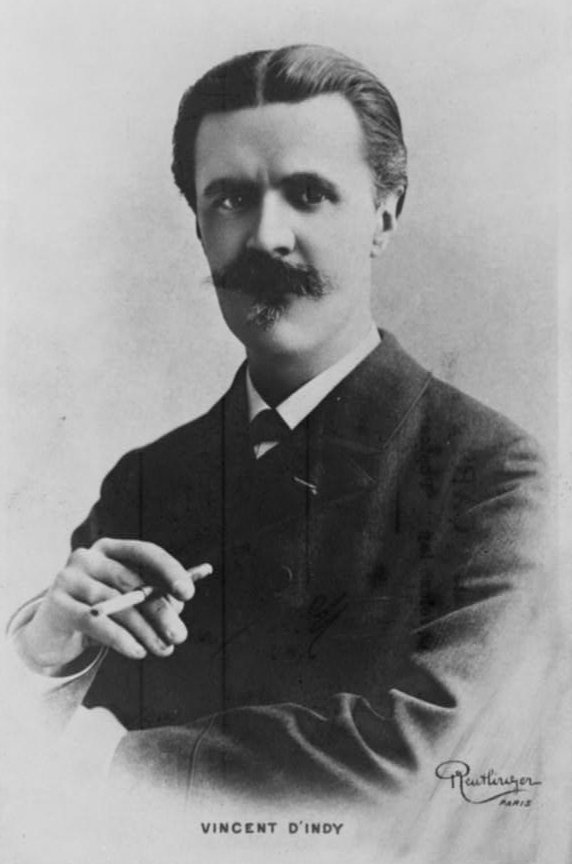
Fotografia de Vincent d'Indy

Paul Marie Théodore Vincent d'Indy (Paris, 27 de março de 1851 — Paris, 2 de dezembro de 1931) foi um compositor e professor francês.

## Carreira
Sua influência como professor, em particular, foi considerável. Foi co-fundador da Schola Cantorum de Paris e também lecionou no Conservatório de Paris. Seus alunos variaram de Albéric Magnard, Albert Roussel, Arthur Honegger e Darius Milhaud a Erik Satie e Cole Porter.
D'Indy estudou com o compositor César Franck e foi fortemente influenciado pela admiração de Franck pela música alemã. Numa época em que os sentimentos nacionalistas eram altos em ambos os países (por volta da Guerra Franco-Prussiana de 1871), isso colocou Franck em conflito com outros músicos que desejavam separar a música francesa da influência alemã.

## Composições

### Óperas
- Attendez-moi sous l'orme, ópera cômica em um ato, libreto de Robert de Bonnières a partir de Regnard, op. 14
- Le Chant de la cloche, lenda dramática para soli, duplo coro e orquestra, libreto do compositor, op. 18 (1879-1883)
- Fervaal (criado em 1897), acção musical em prólogo e três actos, op. 40
- The Stranger (criado em 1903), ação musical em dois atos, op. 53
- La Légende de Saint Christophe (1920), drama sacro, libreto do compositor, op. 67
- Le Rêve de Cinyras (1927), musical em três atos, libreto de Xavier de Courville, op. 80

### Música orquestral
- Sinfonia em lá menor "italiana" (1870-1872)
- Sinfonia "Jean Hunyade", Op. 5 (1875-1876), primeiro movimento tocado em 15 de maio de 1875 e o 3 seguinte em 1º de abril de 1876 na Société Nationale de Musique [inédito]
- The Enchanted Forest, Ballad-Symphony after Uhland, Op. 8 (1878)
- Wallenstein, Três Aberturas Sinfônicas após Schiller, Op. 12 (1873-1881)
- Saugefleurie, Lenda para Orquestra, Op. 21 (1884)
- Sinfonia sobre uma canção de montanha francesa, denominada « cévenole », para orquestra e piano, op. 25 (1886)
- Karadec, Música Incidental para Orquestra, Op. 34 (1890)
- Tableaux de voyage, suíte para orquestra em seis partes (do Op. 33), Op. 36 (1891)
- Istar, Variações Sinfônicas, Op. 42 (1896)
- Sinfonia nº 2, op. 57 (1902-1903)
- Summer Day in the Mountain, Três Peças para Orquestra, Op. 61(1905)
- Souvenirs, peça para orquestra, op. 62 (1906)
- Sinfonia nº 3, “« Sinfonia brevis. "De Bello gallico" » (Symphonie brève. « La Guerre des Gaules »), op. 70 (1916-1918)
- Poema das margens, suite sinfónica a quatro partes, op. 77 (1919-1921)
- Díptico Mediterrâneo, Op. 87 (1925-1926)
- Concerto para Piano, Flauta, Violoncelo e Cordas, Op. 89 (1926)

### Música de câmara
- Andante para piano e violino (1876)
- Quarteto para Piano, Op. 7 (1878-1888)
- Suite em Estilo Antigo, para 2 flautas, trompete e quarteto de cordas, op. 24 (1886)
- Trio para clarinete, violoncelo e piano, op. 29 (1887)
- Quarteto de Cordas No. 1, Op. 35 (1890)
- Quarteto de Cordas No. 2, Op. 45 (1897)
- Canção e Danças, Entretenimento para Instrumentos de Sopro, Op. 50 (1898)
- Sonata para Piano e Violino, Op. 59 (1903-1904)
- Quinteto para Piano, Op. 81 (1924)
- Sonata para Violoncelo e Piano, Op. 84 (1924-1925)
- Suite em partes, para flauta, violino, viola, violoncelo e harpa, op. 91 (1927)
- Sexteto de Cordas, Op. 92 (1928)
- Quarteto de Cordas No. 3, Op. 96 (1928-1929)
- Piano Trio, Op. 98 (1929)

### Música vocal
- Seis Canções Populares Francesas, para Coro Desacompanhado, Op. 90 (1927)
- Seis canções populares francesas, para coro desacompanhado (2ª coleção), op. 100 (1930)

### Música de piano
- O Poema da Montanha, Poema Sinfônico para Piano, Op. 15 (1881)
- Helvetia, Três Valsas para Piano, Op. 17 (1882)
- Travel Pictures, Treze Peças para Piano, Op. 33 (1889)
- Sonata em Mi, Op. 63 (1907)
- Minueto sobre o nome de Haydn, Op. 65 (1909), composta para homenagem a Joseph Haydn (1910)

## Discografia
- Symphonies n° 1 & 2, Aldo Ciccolini, Orchestre national du Capitole de Toulouse dirigé par Michel Plasson et Orchestre de Paris dirigé par Serge Baudo.
- Poème des montagnes op.15 ; Tableaux de voyage op.3 ; Thème varié, fugue et chanson op.83 (CD), Michael Schäfer au piano, enreg. 2005. Genuin Musikproduktion, 2007, GEN87083.
- Petite Sonate (dans la forme classique) op.9 ; Sonate en mi op.63; Fantaisie sur un vieil air de Ronde française op.99 (CD), Michael Schäfer au piano, enreg. 2005 et 2007. Genuin Musikproduktion, 2007, GEN87101.

## Publicações
- Vincent d'Indy, Ma Vie. Correspondance et journal de jeunesse présentés par Marie d'Indy, Paris, Séguier, 2001.
- Vincent d'Indy, Richard Wagner, Paris, Librairie Delagrave, 1930.
- Vincent d'Indy, Beethoven, Les Musiciens Célèbres, 1911.